# San-Gavino-di-Carbini
San-Gavino-di-Carbini (korziško San Gavinu di Carbini) je naselje in občina v francoskem departmaju Corse-du-Sud regije - otoka Korzika. Leta 1999 je naselje imelo 738 prebivalcev.

## Geografija
Kraj leži v južnem delu otoka Korzike znotraj naravnega regijskega parka Korzike, 31 km severovzhodno od Sartène.

## Uprava
Občina San-Gavino-di-Carbini skupaj s sosednjimi občinami Carbini, Levie in Zonza sestavlja kanton Levie s sedežem v istoimenskem kraju. Kanton je sestavni del okrožja Sartène.
1. ↑  »Populations légales 2016«. Nacionalni inštitut za statistične in gospodarske raziskave. Pridobljeno 25. aprila 2019.